# 브로코스텔라
브로코스텔라(이탈리아어: Broccostella)는 이탈리아 라치오주 프로시노네도에 위치한 코무네다. 로마로부터 동쪽 100km, 프로시노네로부터 북동쪽 25km 거리에 있다.